# Komogovina
Komogovina falu Horvátországban, a Sziszek-Monoszló megyében. Közigazgatásilag Donji Kukuruzari községhez tartozik.

## Fekvése
Sziszek városától légvonalban 26, közúton 35 km-re délkeletre, községközpontjától 10 km-re északnyugatra, a Zágrábot Hrvatska Kostajnicával összekötő 30-as számú főúttól délre, a Samarica-hegység (Šamarica gora) északi részén, a Sunja partján fekszik ott, ahol a Joševica- és a Badušnica-patak a folyóba torkollik.

## Története
Komogovina a község egyik legősibb települése. Határában a falutól északkeletre a 360 méter magas Kordić-hegyen az ott talált leletek szerint már az írott történelem előtt település állt. Egyházának első írásos említése 1312-ben történik, abban az oklevélben, melyben Dénes dubicai ispán a komogovinai Szent Kereszt templom melletti birtokát a topuszkai cisztercita apátságnak adja. Később „ecclesia sante crucis de Komogoy” néven 1334-ben is megemlíti Ivan gorai főesperes az esperesség plébániái között. 1352-ben már a falut említik „villa Komogoy” alakban. 1400-ban „Komogoyna”, 1401-ben „Cornogoryna”, illetve „Komogoyna”, 1407-ben „Comogoyna” 1466-ban „Konogavina”, 1501-ben „Komogowina”, 1544-ben „Komogoyna” alakban szerepel a korabeli írásos forrásokban.
Komogovina várát 1429-től említik mint szomszédvári Tót László birtokát. Egy 1442-es oklevélben Frangepán Márton Kostajnica és Komogovina várait uradalmukkal együtt feleségének Lipovecki Ilonának adja majd később, annak halála után pert indít azok visszaszerzésére. Miután 1463 nyarán a török egész Boszniát megszállta megsokasodtak a térséget érő török támadások is. 1465-ben az addig Szerbiában török vazallusként élő Vuk Branković Mátyás király oldalára állt, és harcot kezdett a török ellen. Hálából a király nagy birtokokat adományozott neki a Száva két partján és Sziszek környékén. 1482-ben megszerezte Komogovina és Gradusa várait is. (Jovan Rajić szerb történész 1794-ben Bécsben megjelent művében azt állítja, hogy Branković-tyal már ekkor 800 szerb harcos telepedett le Komogovina és Kostajnica vidékén, ezt azonban semmilyen korabeli forrás nem támasztja alá.) Amikor 1485-ben Branković meghal özvegye Frangepán Borbála Beriszló Ferenc horvát nemeshez megy férjhez. Beriszló halála után a Bánffyak és a Zrínyiek birtoka.
A török támadások ereje a 16. század közepén tovább fokozódott. Ezek útjában két jelentősebb vár állt a község területén, Prevršac és Komogovina. A közeli Kosztajnica vára már 1556-ban elesett, majd az 1577-es és 1578-as évek nagy harcaiban az egész térség török kézre került. A várak sorsáról a korabeli források eltérően tudósítanak. Az egyik szerint 1578-ban a török Zrint, Komogovinát és Pervšacot is lerombolta, míg mások szerint néhány várat maguk a Zrínyiek romboltak le, amikor látták a török túlerővel szemben nem tudják megvédeni őket.
Már a török uralom idején, a 17. század folyamán megindult a népesség cseréje. Az elmenekült katolikus horvátok helyére az Oszmán Birodalom határvidékeiről pravoszláv vlachok szivárogtak be. Az 1683 és 1699 között zajlott felszabadító harcokat a karlócai béke zárta le, melynek eredményeként a török határ az Una folyóhoz került vissza. Az első pravoszláv népesség 1690 körül érkezett Komogovinára. Ők Boszniából a bosanska dubicai moštanicai monostor szerzeteseivel és Ljubojević Atanáz metropolita vezetésével érkeztek és megalapították a komogovinai pravoszláv kolostort. Később sokan továbbmenve a Báni végvidék nagy területein letelepedve a 18. század folyamán falvak sokaságát népesítették be.
1696-ban a szábor a bánt tette meg a Kulpa és az Una közötti határvédő erők parancsnokává, melyet hosszas huzavona után 1704-ben a bécsi udvar is elfogadott. Ezzel létrejött a Báni végvidék, horvátul Banovina, vagy Banja. Az osztrák generálisok azonban védelmi célból a Zrínyi-hegység vidékére a török határövezetből érkezett pravoszláv katonákat, köznevükön martalócokat telepítettek be azokat, akik korábban török szolgálatban éppen a horvát falvak és városok fosztogatását végezték. Ekkor már nemcsak a határövezetből, hanem Hercegovina, Nyugat-Szerbia, Montenegró, Koszovó és Metohija, valamint Bosznia más vidékeiről is számos szerb család érkezett. Ezzel e vidék etnikai összetétele véglegesen megváltozott. A falvak legnagyobb része a 18. század elején és közepén alakult ki. Fejlődésük a 18. század második felében Károlyvárosból Glinán és Petrinyán át Kostajnicára menő főút megépítésének és a forgalom újbóli megindulásának köszönhető.
Az itteni szerzetesek eredeti otthona a Bosanska Dubica közében fekvő Moštanica pod Kozarom pravoszláv monostora volt, mely a török háborúkban semmisült meg. Ekkor a szerzetesek átkelve az Una folyón itt alapítottak új monostort. A telket 1693-ban Erdődy Ferenc kostajnicai kapitány adományozta a szerzeteseknek. Először öt ház épület a területen. Az első itt élő szerzetesek Jovo Svilokos és Silvestar Prodanović voltak. Később még Oroszországból is érkeztek missziós szerzetesek. Ljubojević Atanáz metropolita 1696. szeptember 23-án vette át azt az okiratot, melyben őt az „Una és Kulpa folyók között élő vlachok és szerbek” lelki vezetőjévé nevezi ki. A monostor egykori fejlettségét bizonyítják a Čardačište-hegytől ide vezető vízvezeték maradványai. A területen halastavat is létesítettek, hogy a szerzeteseknek ne kelljen húst enni. A komogovinai kolostorban székelt 1715 és 1738 között az első három kostajnicai pravoszláv püspök Ugarković, Dimitrijević és Ljubibratić és csak Andrijević püspök tette át székhelyét Kostajnicára. Az épületben 1730-ig híres ikonfestő iskola működött, melyet a szakirodalom komogovinai iskolának nevez.
A falu 1773-ban az első katonai felmérés térképén „Dorf Komogovina” néven szerepel. Lipszky János 1808-ban Budán kiadott repertóriumában „Komogovina” a neve.  Nagy Lajos 1829-ben kiadott művében ugyancsak „Komogovina” néven 60 házzal és 301 (mind  görögkeleti vallású) lakossal szerepel. A Petrinya központú második báni ezredhez tartozott. 1857-ben 319, 1910-ben 517 lakosa volt. A katonai közigazgatás megszüntetése után Zágráb vármegye részeként a Petrinyai járáshoz tartozott. 1918-ban az új szerb-horvát-szlovén állam, majd később Jugoszlávia része lett.
Különösen nehéz időszakot élt át a térség lakossága a második világháború alatt. 1941-ben a németbarát Független Horvát Állam része lett, de már az év június 22-én megalakult a környékbeli szerbekből az első partizánosztag, mely egészen az 1945-ös végső győzelemig harcolt az usztasák, a csetnikek és a horvát katonai alakulatok, valamint a német megszállók ellen. Az usztasa egységek megtorlásul az otthon maradottak közül sokakat megöltek, másokat koncentrációs táborokba hurcoltak. A délszláv háború előtt lakosságának 96%-a szerb nemzetiségű volt. 1991. június 25-én a független Horvátország része lett. A délszláv háború idején szerb lakossága a szerb erőkhöz csatlakozott. A Krajinai Szerb Köztársasághoz tartozott. A falut 1995. augusztus 7-én a Vihar hadművelettel foglalta vissza a horvát hadsereg. A szerb lakosság többsége elmenekült és helyükre a boszniai Szávamentéről, Közép-Boszniából és Banja Luka környékéről nagy számú horvát lakosság érkezett. A településnek 2011-ben 126 lakosa volt.

## Népesség
| Lakosság változása | Lakosság változása | Lakosság változása | Lakosság változása | Lakosság változása | Lakosság változása | Lakosság változása | Lakosság változása | Lakosság változása | Lakosság változása | Lakosság változása | Lakosság változása | Lakosság változása | Lakosság változása | Lakosság változása | Lakosság változása |
| ------------------ | ------------------ | ------------------ | ------------------ | ------------------ | ------------------ | ------------------ | ------------------ | ------------------ | ------------------ | ------------------ | ------------------ | ------------------ | ------------------ | ------------------ | ------------------ |
| 1857               | 1869               | 1880               | 1890               | 1900               | 1910               | 1921               | 1931               | 1948               | 1953               | 1961               | 1971               | 1981               | 1991               | 2001               | 2011               |
| 319                | 336                | 363                | 423                | 494                | 517                | 472                | 547                | 330                | 345                | 377                | 334                | 319                | 287                | 188                | 126                |

## Nevezetességei
- Komogovina középkori vára az egykori pravoszláv monostor feletti Gradina nevű hegyen állt. A várat 1429-től említik, mint szomszédvári Tót László birtokát. Egy 1442-es oklevélben Frangepán Márton Kostajnica és Komogovina várait uradalmukkal együtt feleségének Lipóci Ilonának adja majd később, annak halála után pert indít azok visszaszerzésére. 1482-ben Mátyás király szolgálataiért Vuk Brankovićnak adományozza. Amikor 1485-ben Branković meghal özvegye Frangepán Borbála Beriszló Ferenc horvát nemeshez megy férjhez. Beriszló halála után a Bánffyak és a Zrínyiek birtoka. A török háborúk idején teljesen lerombolták. A karlócai béke után már romként említik. Az egykor jelentős várnak mára felszíni nyoma alig maradt.
- Urunk színeváltozása tiszteletére szentelt pravoszláv kolostortemploma a Badušnica-patak sunjai torkolata közelében áll. Itt állt egykor a 17. században épített pravoszláv monostor, melyből mára csak a templom maradt fenn. A mai is látható templomot 1741 és 1749 között Andrijević kostajnicai püspök püspöksége idejében építették barokk-klasszicista stílusban. Az előtte itt álló templom még fából készült és 1728-ban még az Istenanya mennybevétele tiszteletére volt szentelve. Nagyon valószínű, hogy Ljubojević Atanázt is ide temették el. A kolostor 1777-ben szűnt meg, mert a szerzetesrendek felszámoláskor nem felelt meg a császári rendeletben foglalt feltételeknek. A szerzetesek a Báni végvidék szerb falvaiban szóródtak szét. A kolostor temploma ettől az időponttól parochiális templom lett. Az épület a második világháborúban jelentős károkat szenvedett, berendezésének egy részét a zágrábi szépművészeti múzeumba menekítették. A megszálló olasz csapatok 1942-ben súlyosan megrongálták. A szerb-horvát háborúban harangtornya ismét megsérült, a templomot a szerbek céllövöldének használták, melyről videófelvétel is készült. A templom sokáig leromlott állapotban, toronysisak nélkül állt, míg 2012-ben a harangtornyot újjá nem építették, új toronysisakot, tetőt és nyílászárókat is kapott.
- Történelem előtti erődített település maradványai a falutól északkeletre fekvő Kordić-hegyen levő erdei tisztáson. A terület régészeti feltárása még nem történt meg.